# La Salle-les-Alpes
La Salle-les-Alpes (okzitanisch La Sala) ist eine französische Gemeinde mit 919 Einwohnern (Stand 1. Januar 2022) im Département Hautes-Alpes in der Region Provence-Alpes-Côte d’Azur. Sie gehört zum Kanton Briançon-1 im Arrondissement  Briançon. 

## Geographie
La Salle-les-Alpes grenzt im Norden an Névache, im Osten an Val-des-Prés und Saint-Chaffrey, im Süden an Puy-Saint-André, im Südwesten an Vallouise-Pelvoux und im Westen an Le Monêtier-les-Bains. Zur Gemeindegemarkung gehören die Siedlungen La Salle, Villeneuve, Le Bez, Les Pananches und Moulin-Baron.

## Geschichte
Durch ein Dekret vom 30. Januar 1987, das am 5. Februar in Kraft trat, heißt die bisherige Gemeinde La Salle seither offiziell „La Salle-les-Alpes“. 

### Bevölkerungsentwicklung
| Jahr      | 1962 | 1968 | 1975 | 1982 | 1990 | 1999 | 2009 | 2016 |
| --------- | ---- | ---- | ---- | ---- | ---- | ---- | ---- | ---- |
| Einwohner | 529  | 701  | 791  | 1009 | 981  | 976  | 918  | 1012 |

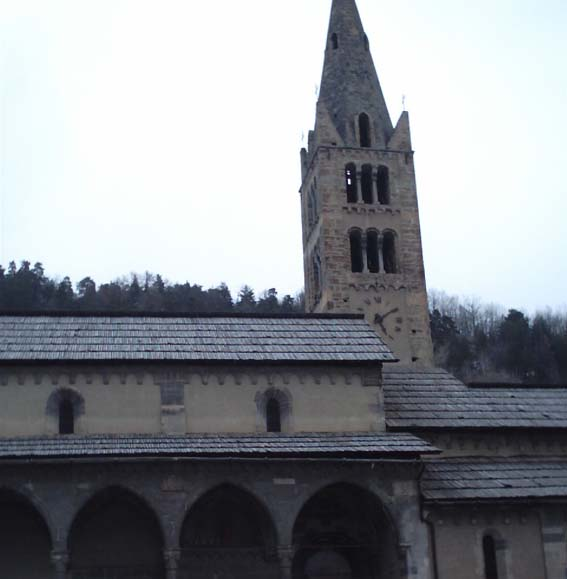
Kirche Saint-Marcellin
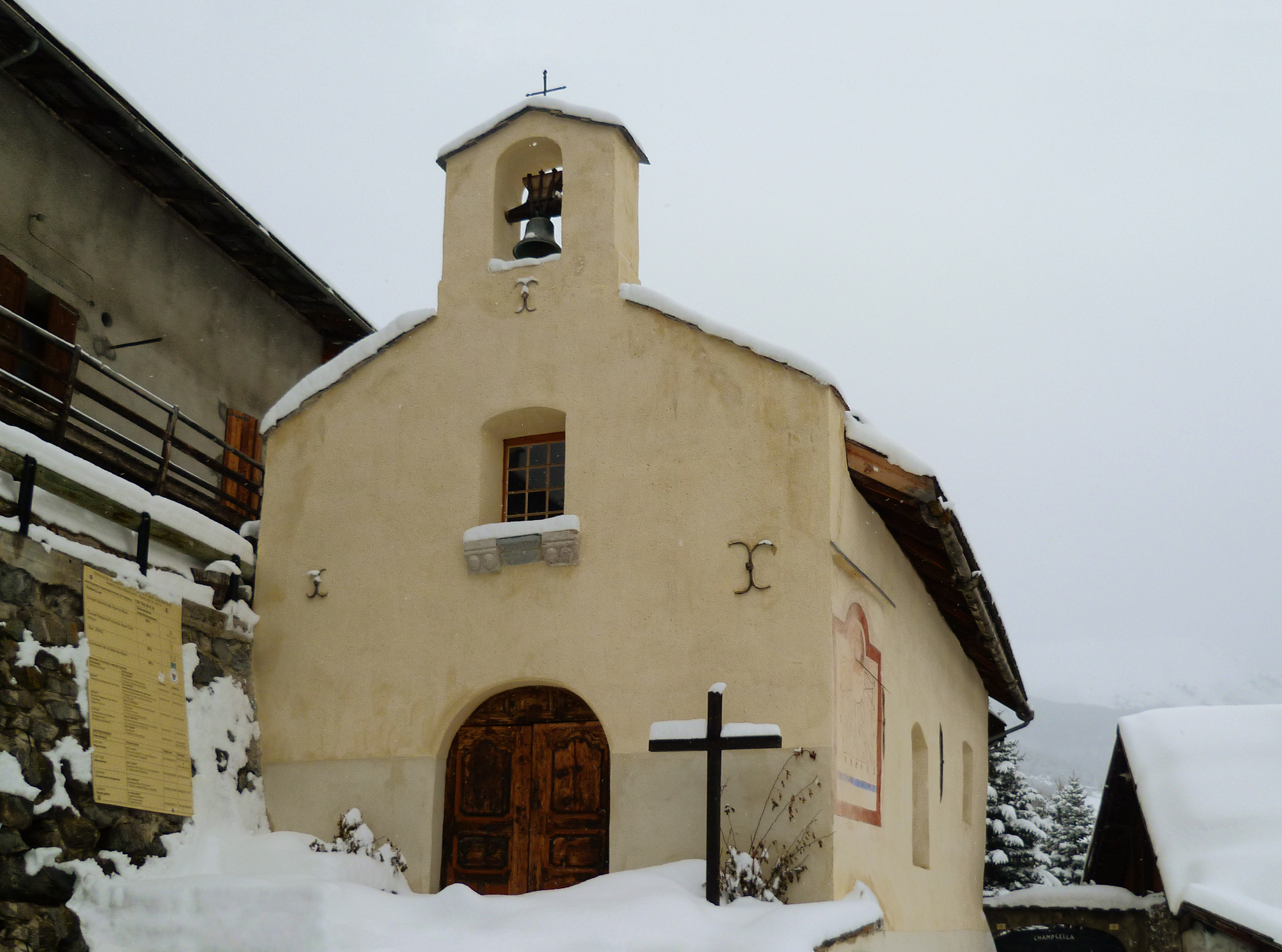
Kapelle Saint-Jean-Baptiste
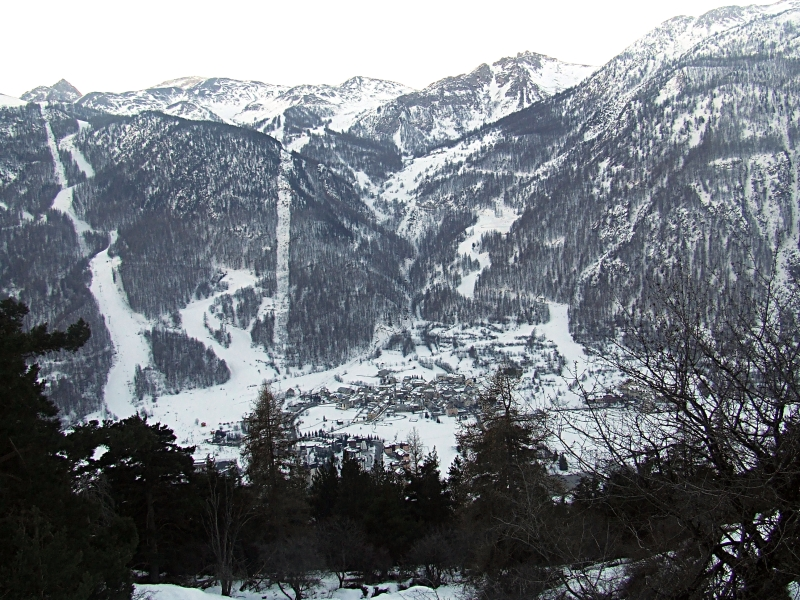
La Salle-les-Alpes im Winter